# Montsurvent
Montsurvent település Franciaországban, Manche megyében. Lakosainak száma 472 fő (2018. január 1.). Montsurvent Muneville-le-Bingard, Ancteville, Boisroger, Geffosses, Servigny, Gouville-sur-Mer és Saint-Sauveur-Villages községekkel határos.

## Népesség
A település népességének változása:
| Lakosok száma | 346  | 292  | 272  | 279  | 324  | 347  | 357  | 460  | 464  | 472  |
|               | 1968 | 1975 | 1982 | 1999 | 2006 | 2011 | 2013 | 2016 | 2017 | 2018 |